# Algieria na Letnich Igrzyskach Olimpijskich 2012
Algierię na Letnich Igrzyskach Olimpijskich 2012, które odbyły się w Londynie, reprezentowało 39 zawodników, 21 mężczyzn i 17 kobiet.
Był to dwunasty start reprezentacji Algierii na letnich igrzyskach olimpijskich.

## Zdobyte medale
| Medal | Zawodnik          | Dyscyplina    | Konkurencja | Rezultat     | Data       |
| ----- | ----------------- | ------------- | ----------- | ------------ | ---------- |
| Złoto | Taoufik Makhloufi | Lekkoatletyka | 1500 m      | 3:34.08 min. | 7 sierpnia |

## Reprezentanci

### Boks
Mężczyźni
| Zawodnik              | Konkurencja           | 1/16                | 1/8                 | Ćwierćfinały     | Półfniały        | Finał            | Finał   |
| Zawodnik              | Konkurencja           | Przeciwnik Wynik    | Przeciwnik Wynik    | Przeciwnik Wynik | Przeciwnik Wynik | Przeciwnik Wynik | Pozycja |
| --------------------- | --------------------- | ------------------- | ------------------- | ---------------- | ---------------- | ---------------- | ------- |
| Mohamed Flissi        | Papierowa (do 49 kg)  | Pongprayoon P 11-19 | NQ                  | NQ               | NQ               | NQ               | NQ      |
| Samir Brahimi         | Musza (do 52 kg)      | Woods W 14-12       | Ałojan P 9-14       | NQ               | NQ               | NQ               | NQ      |
| Mohamed Amine Ouadahi | Kogucia (do 56 kg)    | Turkadze W WO       | Encarnación W 16-10 | Shimizu P 15-17  | NQ               | NQ               | NQ      |
| Abdelkader Chadi      | Lekka (do 60 kg)      | Keleş P 8-15        | NQ                  | NQ               | NQ               | NQ               | NQ      |
| Ilyas Abbadi          | Półśrednia (do 69 kg) | Evans P 10-18       | NQ                  | NQ               | NQ               | NQ               | NQ      |
| Abdelmalek Rahou      | Średnia (do 75 kg)    | Ross W 13-11        | Murata P 12-21      | NQ               | NQ               | NQ               | NQ      |
| Abdelhafid Benchabla  | Półciężka (do 81 kg)  | BYE                 | Kölling W 12-9      | Hwozdyk P 17-19  | NQ               | NQ               | NQ      |
| Chouaib Bouloudinats  | Ciężka (do 91 kg)     | —                   | Peralta P 5-13      | NQ               | NQ               | NQ               | NQ      |

### Judo
Kobiety
| Zawodniczka   | Konkurencja | 1/16               | 1/8              | Ćwierćfinały     | Półfinały        | Repasaż 1        | Repasaż 2        | Finał            | Finał   |
| Zawodniczka   | Konkurencja | Przeciwnik Wynik   | Przeciwnik Wynik | Przeciwnik Wynik | Przeciwnik Wynik | Przeciwnik Wynik | Przeciwnik Wynik | Przeciwnik Wynik | Pozycja |
| ------------- | ----------- | ------------------ | ---------------- | ---------------- | ---------------- | ---------------- | ---------------- | ---------------- | ------- |
| Soraya Haddad | −52 kg      | Chițu P 0000-0100  | NQ               | NQ               | NQ               | NQ               | NQ               | NQ               | NQ      |
| Sonia Asselah | +78 kg      | Bryant P 0001-0100 | NQ               | NQ               | NQ               | NQ               | NQ               | NQ               | NQ      |

### Kolarstwo

#### Kolarstwo szosowe
Mężczyźni
| Zawodnik       | Konkurencja                | Czas | Pozycja |
| -------------- | -------------------------- | ---- | ------- |
| Azzedine Lagab | Wyścig ze startu wspólnego | DNF  | DNF     |

### Lekkoatletyka
Mężczyźni
Konkurencje biegowe
| Konkurencja       | Zawodnik                      | Eliminacje | Eliminacje | Ćwierćfinał | Ćwierćfinał | Półfinał | Półfinał | Finał    | Finał   |
| Konkurencja       | Zawodnik                      | Rezultat   | Pozycja    | Rezultat    | Pozycja     | Rezultat | Pozycja  | Rezultat | Pozycja |
| ----------------- | ----------------------------- | ---------- | ---------- | ----------- | ----------- | -------- | -------- | -------- | ------- |
| Taoufik Makhloufi | Bieg na 800 m                 | DNF        | DNF        | —           | —           | NQ       | NQ       | NQ       | NQ      |
| Taoufik Makhloufi | Bieg na 1500 m                | 3:35.15    | 1.         | —           | —           | 3:42.25  | 14.      | 3:34.08  | złoto   |
| Rabbah Aboud      | Bieg na 5000 m                | 13:28.38   | 21.        | —           | —           | —        | —        | NQ       | NQ      |
| Mohamed Belabbas  | Bieg na 3000 m z przeszkodami | 8:22.32    | 12.        | —           | —           | —        | —        | NQ       | NQ      |
| Tayeb Filali      | Maraton                       | —          | —          | —           | —           | —        | —        | DNF      | DNF     |

Konkurencje techniczne
| Konkurencja | Zawodnik   | Eliminacje | Eliminacje | Finał    | Finał   |
| Konkurencja | Zawodnik   | Rezultat   | Pozycja    | Rezultat | Pozycja |
| ----------- | ---------- | ---------- | ---------- | -------- | ------- |
| Trójskok    | Issam Nima | 16.50      | 15.        | NQ       | NQ      |

Kobiety
Konkurencje biegowe
| Konkurencja | Zawodniczka     | Eliminacje | Eliminacje | Ćwierćfinał | Ćwierćfinał | Półfinał | Półfinał | Finał    | Finał   |
| Konkurencja | Zawodniczka     | Rezultat   | Pozycja    | Rezultat    | Pozycja     | Rezultat | Pozycja  | Rezultat | Pozycja |
| ----------- | --------------- | ---------- | ---------- | ----------- | ----------- | -------- | -------- | -------- | ------- |
| Maraton     | Souad Ait Salem | —          | —          | —           | —           | —        | —        | 2:31.15  | 37.     |

### Pływanie
Mężczyźni
| Zawodnik     | Konkurencja        | Eliminacje | Eliminacje | Półfinał | Półfinał | Finał | Finał   |
| Zawodnik     | Konkurencja        | Czas       | Miejsce    | Czas     | Miejsce  | Czas  | Miejsce |
| ------------ | ------------------ | ---------- | ---------- | -------- | -------- | ----- | ------- |
| Nabil Kebbab | 100 m st. dowolnym | 50.37      | 33.        | NQ       | NQ       | NQ    | NQ      |

### Podnoszenie ciężarów
| Zawodnik     | Konkurencja | Rwanie | Rwanie  | Podrzut | Podrzut | Razem  | Pozycja |
| Zawodnik     | Konkurencja | Wynik  | Pozycja | Wynik   | Pozycja | Razem  | Pozycja |
| ------------ | ----------- | ------ | ------- | ------- | ------- | ------ | ------- |
| Walid Bidani | −105 kg (m) | 160 kg | 14.     | 180 kg  | 14.     | 340 kg | 14.     |

### Siatkówka

#### Siatkówka halowa
- Reprezentacja kobiet – faza grupowa.

Drużyna Algierii grała w grupie A turnieju siatkarskiego kobiet, przegrywając wszystkie mecze i zajmując ostatnie, 6. miejsce.
Grupa A
Tabela
| Lp. | Drużyna         | Pkt | Mecze | Mecze | Mecze | Sety | Sety | Sety  | Małe punkty | Małe punkty | Małe punkty |
| Lp. | Drużyna         | Pkt | M     | W     | P     | wyg. | prz. | ratio | zdob.       | str.        | ratio       |
| --- | --------------- | --- | ----- | ----- | ----- | ---- | ---- | ----- | ----------- | ----------- | ----------- |
| 1   | Rosja           | 14  | 5     | 5 (1) | 0 (0) | 15   | 4    | 3.750 | 459         | 352         | 1.304       |
| 2   | Włochy          | 13  | 5     | 4 (0) | 1 (1) | 14   | 5    | 2.800 | 444         | 368         | 1.207       |
| 3   | Japonia         | 9   | 5     | 3 (0) | 2 (0) | 11   | 6    | 1.833 | 401         | 335         | 1.197       |
| 4   | Dominikana      | 6   | 5     | 2 (0) | 3 (0) | 8    | 9    | 0.889 | 374         | 362         | 1.033       |
| 5   | Wielka Brytania | 2   | 5     | 1 (1) | 4 (0) | 3    | 14   | 0.214 | 295         | 398         | 0.741       |
| 6   | Algieria        | 1   | 5     | 0 (0) | 5 (1) | 3    | 15   | 0.200 | 252         | 410         | 0.615       |

Źródło: fivb.org
Punktacja: 3:0 i 3:1 – 3 pkt; 3:2 – 2 pkt; 2:3 – 1 pkt; 1:3 i 0:3 – 0 pkt
Zasady ustalania kolejności: 1. liczba punktów; 2. liczba zwycięstw; 3. stosunek setów; 4. stosunek małych punktów; 5. bilans w bezpośrednich meczach
Wyniki spotkań
| Data  | Godzina | Drużyna 1 | Wynik | Drużyna 2       | Set 1 | Set 2 | Set 3 | Set 4 | Set 5 | Widzów | Raport |
| ----- | ------- | --------- | ----- | --------------- | ----- | ----- | ----- | ----- | ----- | ------ | ------ |
| 28.07 | 10:30   | Algieria  | 0:3   | Japonia         | 15:25 | 14:25 | 7:25  | --:-- | --:-- | 13.000 |        |
| 30.07 | 23:00   | Algieria  | 2:3   | Wielka Brytania | 25:22 | 19:25 | 25:23 | 19:25 | 8:15  | 14.000 |        |
| 01.08 | 12:30   | Algieria  | 0:3   | Rosja           | 7:25  | 14:25 | 15:25 | --:-- | --:-- | 9.000  |        |
| 03.08 | 23:00   | Algieria  | 0:3   | Włochy          | 11:25 | 12:25 | 17:25 | --:-- | --:-- | 11.000 |        |
| 05.08 | 12:30   | Algieria  | 0:3   | Dominikana      | 15:25 | 16:25 | 13:25 | --:-- | --:-- | 11.000 |        |

Skład:
Trener: Jerzy Strumiło
Asystent: Aimed Eddine Saidani
| Nr | Imię i nazwisko     | Data urodzenia (wiek) | Wzrost (cm) | Klub                              | Pozycja |
| -- | ------------------- | --------------------- | ----------- | --------------------------------- | ------- |
| 1  | Sérine Hanaoui      | 10.01.1988 (24)       | 172         | Hainaut Volley                    | R       |
| 2  | Dallal Merwa Achour | 03.11.1994 (17)       | 183         | ESF Mouzaia                       | P       |
| 3  | Salima Hammouche    | 17.01.1984 (28)       | 158         | GS Pétroliers                     | L       |
| 5  | Amel Khamtache      | 04.05.1981 (31)       | 181         | GS Pétroliers                     | P       |
| 8  | Zohra Bensalem      | 05.04.1990 (22)       | 178         | GS Pétroliers                     | A       |
| 9  | Sarra Belhocine     | 16.09.1994 (17)       | 176         | GS Pétroliers                     | R       |
| 11 | Mouni Abderrahim    | 19.11.1985 (26)       | 171         | ASW Bejaia                        | Ś       |
| 12 | Safia Boukhima      | 10.01.1991 (21)       | 176         | GS Pétroliers                     | P       |
| 13 | Nawal Mansori       | 01.08.1985 (26)       | 174         | GS Pétroliers                     | L       |
| 17 | Lydia Oulmou (K)    | 02.02.1986 (26)       | 186         | Istres Ouest Provence Volley-Ball | Ś       |
| 18 | Tassadit Aïssou     | 19.06.1989 (23)       | 184         | Nedjmet Chlef                     | Ś       |
| 19 | Celia Bourihane     | 22.01.1995 (17)       | 177         | NC Bejaia                         | P       |

### Strzelectwo
Mężczyźni
| Zawodnik    | Konkurencja               | Kwalifikacje | Kwalifikacje | Finał  | Finał   |
| Zawodnik    | Konkurencja               | Punkty       | Miejsce      | Punkty | Miejsce |
| ----------- | ------------------------- | ------------ | ------------ | ------ | ------- |
| Fateh Ziadi | karabin pneumatyczny 10 m | 562          | 43.          | NQ     | NQ      |

### Szermierka
Kobiety
| Zawodnik              | Konkurencja          | 1/32             | 1/16             | 1/8              | Ćwierćfinały     | Półfinały        | Finał            | Finał          |
| Zawodnik              | Konkurencja          | Przeciwnik Wynik | Przeciwnik Wynik | Przeciwnik Wynik | Przeciwnik Wynik | Przeciwnik Wynik | Przeciwnik Wynik | Pozycja        |
| --------------------- | -------------------- | ---------------- | ---------------- | ---------------- | ---------------- | ---------------- | ---------------- | -------------- |
| Anissa Khelfaoui      | Floret indywidualnie | Leleyko P 4-15   | Nie awansowała   | Nie awansowała   | Nie awansowała   | Nie awansowała   | Nie awansowała   | Nie awansowała |
| Melissa Lea Moutossam | Szabla indywidualnie | —                | Wielika P 6-15   | Nie awansowała   | Nie awansowała   | Nie awansowała   | Nie awansowała   | Nie awansowała |

### Taekwondo
Mężczyźni
| Zawodnik         | Konkurencja | 1/8              | Ćwierćfinały     | Półfinały        | Repesaż 1        | Repesaż 2        | Finał            | Finał   |
| Zawodnik         | Konkurencja | Przeciwnik Wynik | Przeciwnik Wynik | Przeciwnik Wynik | Przeciwnik Wynik | Przeciwnik Wynik | Przeciwnik Wynik | Pozycja |
| ---------------- | ----------- | ---------------- | ---------------- | ---------------- | ---------------- | ---------------- | ---------------- | ------- |
| El-Yamine Mokdad | −58 kg      | Muñoz P 1-8      | NQ               | NQ               | NQ               | NQ               | NQ               | NQ      |

### Wioślarstwo
Kobiety
| Zawodniczka | Konkurencja | Eliminacje | Eliminacje | Repasaże | Repasaże | Ćwierćfinał | Ćwierćfinał | Półfinał | Półfinał | Finał   | Finał  | Miejsce |
| Zawodniczka | Konkurencja | Czas       | M.         | Czas     | M.       | Czas        | M.          | Czas     | M.       | Czas    | M.     | Miejsce |
| ----------- | ----------- | ---------- | ---------- | -------- | -------- | ----------- | ----------- | -------- | -------- | ------- | ------ | ------- |
| Amina Rouba | jedynka     | 8:15.94    | 5. (R)     | 8:12.83  | 4. (F E) | —           | —           | —        | —        | 8:42.23 | 2. (E) | 26.     |

### Zapasy
Mężczyźni
Styl wolny
| Zawodnik       | Konkurencja | Kwalifikacje     | 1/8                   | Ćwierćfinał      | Półfinał         | Repesaż 1        | Repesaż 2        | Finał            | Finał   |
| Zawodnik       | Konkurencja | Przeciwnik Wynik | Przeciwnik Wynik      | Przeciwnik Wynik | Przeciwnik Wynik | Przeciwnik Wynik | Przeciwnik Wynik | Przeciwnik Wynik | Pozycja |
| -------------- | ----------- | ---------------- | --------------------- | ---------------- | ---------------- | ---------------- | ---------------- | ---------------- | ------- |
| Mohamed Louafi | −84 kg      | —                | Soslan Gattsiev P 1-3 | NQ               | NQ               | NQ               | NQ               | NQ               | NQ      |

Styl klasyczny
| Zawodnik       | Konkurencja | Kwalifikacje     | 1/8                  | Ćwierćfinał      | Półfinał         | Repesaż 1        | Repesaż 2        | Finał            | Finał   |
| Zawodnik       | Konkurencja | Przeciwnik Wynik | Przeciwnik Wynik     | Przeciwnik Wynik | Przeciwnik Wynik | Przeciwnik Wynik | Przeciwnik Wynik | Przeciwnik Wynik | Pozycja |
| -------------- | ----------- | ---------------- | -------------------- | ---------------- | ---------------- | ---------------- | ---------------- | ---------------- | ------- |
| Tarek Benaissa | −60 kg      | BYE              | Kuramagomiedow P 0-3 | NQ               | NQ               | NQ               | NQ               | NQ               | NQ      |
| Mohamed Serir  | −66 kg      | Venckaitis P 1-3 | NQ                   | NQ               | NQ               | NQ               | NQ               | NQ               | NQ      |